# Жіноча консультація
Жіноча консультація (англ. Prenatal care) — це амбулаторно-поліклінічний лікувально-профілактичний заклад, основним завданням якого є амбулаторна і диспансерна допомога жінкам в період вагітності і післяпологовий період, а також гінекологічна допомога. Державні жіночі консультації працюють за дільничними принципами у складі пологових будинків і перинатальних центрів, дільничних та районних лікарень, а також можуть бути самостійними медичними установами.
Поширені на території пострадянського простору і в колишніх країнах соціалістичного блоку. У європейській медичній практиці організаційні функції жіночої консультації виконує лікар-терапевт. Також існують спеціалізовані гінекологічні клініки та амбулаторії.

## Історія
В Україні гінекологія почала свій розвиток з утворення у 1805 кафедри повивального мистецтва при Харківському університеті, у 1829 р. вже була організована клініка на 4 ліжка.
У часи СРСР розвиток роботи жіночих консультацій контролювався та ініціювався міністерством охорони здоров'я СРСР. Держава повністю взяла на себе опіку про здоров'я жінки та пологів, а також впровадила заходи, спрямовані на профілактику та своєчасне виявлення гінекологічних захворювань, ускладнень вагітності та пологів.

## Основні завдання жіночої консультації
- Ведення диспансеризації вагітних жінок, профілактика патологій періоду вагітності та після пологів;
- Своєчасне виявлення і лікування гінекологічних захворювань;
- Контроль та диспанзерізація жінок з хронічними захворюваннями;
- Профілактичні огляди з метою виявлення онкологічних захворювань, що включає обов'язкове цитологічне дослідження;
- Профілактичні огляди з метою виявлення патологій шийки матки, що включають кольпоскопію, а також їх лікування методами, що відповідають показанням (кріодеструкція, радіотерапія, аргоноплазмовий метод);
- Проведення консультацій та визначення лікувальних заходів, що мають на меті лікування порушень репродуктивної функції;
- Проведення робіт з профілактики таких захворювань, як ВІЛ, гепатит та хвороби, що передаються статевим шляхом.

Також до завдань жіночих консультацій входять такі функції:
- освіта молоді з питань контрацепції та попереджень абортів,
- підготовка жінок до вагітності,
- профілактика патологій вагітності,
- ведення вагітності,
- підготовка до пологів,
- пропаганда грудного вигодовування.